# Песня-76
«Песня-76» — шестой советский телевизионный фестиваль эстрадной песни из серии «Песня года». Финальный концерт проводился в Останкино, записывался 18 декабря 1976, транслировался по телевидению 1 января 1977 года, повторялся 19 января.
Производство: Главная редакция музыкальных программ. Режиссёр: Виктор Черкасов, Виктор Мееровский.
Продолжительность — 3 часа 10 минут, количество песен — 26. С 1977 года количество песен увеличилось до 35-40. 
По результатам 17 выпусков 30-минутных передач «Песня-76» в течение года, в каждом из которых прозвучало семь-восемь песен, были выбраны финалисты.  Были включены песни прошлых лет: Тёмная ночь( Н. Богословского, На «Песне-76» исполнитель Анатолий Мокренко  с Софией Ротару) «Матросские ночи» В. Соловьева-Седого, «Землянка» К. Листова и другие. Анатолий Мокренко много раз представлял киевскую вокальную школу на общегосударственном уровне в Москве, принимая участие в популярном в СССР телевизионном фестивале «Песня года» (Песня-76, Песня-77). 
Промежуточный выпуск Песни-76 от 25 сентября 1976 года посвятил пятнадцать минут Алле Пугачевой, спевшей песни из кинофильма Ирония судьбы (1975): На Тихорецкую (М.Таривердиев — М.Львовский); Мне нравится, что вы больны не мною (М.Таривердиев — М.Цветаева; см. Мне нравится, что Вы больны не мной…); По улице моей (М.Таривердиев — Б.Ахмадуллина); Благословляю вас (М.Таривердиев — М.Цветаева). 
Оркестр — эстрадно-симфонический оркестр Центрального телевидения и Всесоюзного радио, дирижёр народный артист РСФСР, лауреат премии Ленинского комсомола Юрий Силантьев.
Появились новые ведущие, вместо дикторов новостных программ — бывший ведущий КВН  — Александр Масляков и Светлана Жильцова.
Жюри: Рафаил Вершинин, Жанна Горбачёва, Валерий Сухорадо, Алексей Кузнецов, Виктор Попов, Юрий Силантьев, Роман Качанов, Элеонора Беляева, Станислав Лушин — начальник управления музыкальных учреждений Министерства культуры СССР.
Гимны фестиваля — «Песня остается с человеком» (музыка Аркадий Островский, слова Сергей Островой) и «Марш весёлых ребят» (из кинофильма «Весёлые ребята», музыка Исаака Дунаевского, слова Василия Лебедева-Кумача).
Исполнители песен-финалистов вышли на сцену под гимны в начале первого отделения, в том числе и Алла Пугачёва и остальные дебютанты.
Муслим Магомаев,  в качестве гостя фестиваля, исполнил песни:  Благодарю тебя (А.Бабаджанян — Р.Рождественский),  Надежда (А.Пахмутова — Н.Добронравов), Торжественная песня (Муслим Магомаев – Роберт Рождественский),  сохранились их аудиозаписи.
Избранные песни на Discogs (15 из 26): Вологда и другие.

## Фон
Фестиваль постепенно менялся, становился менее официальным.  Второй год приезжали зарубежные гости не из «капиталистических стран».
Но Александра Пахмутова на Пленуме Правления Союза композиторов СССР в Киеве предложила оценивать песни не только по письмам телезрителей, что привело к включению в финал идеологизированных песен, автором многих являлась сама Пахмутова. Ещё одно её предложение касалось расширения географии песен (с этого времени в финале  стали появляться представители союзных республик, не имевшие всесоюзной популярности).
Однако Пахмутовой и всей официальной музыке уже были альтернативы.
Рубрика «Звуковая дорожка» (с 1975)  газеты «Московский комсомолец» проводила опросы популярности по письмам зрителей.  В ней итоги 1976 года, согласно опросу читателей, выглядели так: лучшей отечественной певицей стала Алла Пугачева, певцом — Александр Градский, ансамблем — Песняры и «Магистраль» (одинаковое количество голосов), композитором — Давид Тухманов, лучшим альбомом фирмы Мелодия  - По волне моей памяти, песней «Белоруссия». А лучшей зарубежной певицей стала — Мирей Матьё, певцом — Демис Руссос, ансамблем — АББА, композитором — Пол Маккартни.
Также предполагал альтернативу формат телепрограммы «Утренняя почта» (1974), подразумевающий выбор шлягеров по письмам зрителей и другой такой программы на телевидении не было. Программа «Мелодии и ритмы зарубежной эстрады» (1976) была особо привлекательна для советского человека и являлась проблеском музыкальной вольности в СССР периода брежневского застоя, хоть и выходила нерегулярно по пятницам или в дни больших православных праздников (чтобы конкурировать с богослужениями в храмах) . Появилась (1976) эстрадная телепередача Шире круг, давшая впоследствии возможность появиться на телеэкране будущим звёздам.
Также активно развивался русский рок, в 1976 году прошёл рок-фестиваль «Таллинские песни молодёжи», на котором выступили рок-группы Машина Времени, Аквариум и другие. Победила группа «Машина времени», тексты песен которой, записанные в студии Центрального телевидения Гостелерадио СССР в 1975 году, публика знала наизусть.

## Дебюты
- Алла Пугачёва[9] (видео утеряно)
- Нани Брегвадзе [9](видео утеряно)
- Вахтанг Кикабидзе[9] (видео утеряно).

## Хиты
- Песня «Вологда», исполненная солистом Анатолием Кашепаровым, стала одной из самых памятных в истории фестиваля[10][11]. Композитор Б.А.Мокроусов написал эту песню в 1966 году для одного из концертов вологодской областной филармонии, но худсовет этой филармонии отверг песню.  Спустя 10 лет песня вызвала бурную реакцию с криками в зале. Б.А.Мокроусов, умерший в 1968 году, не дожил до триумфа своей песни, диплом получил только автор стихов Михаил Матусовский[2]
- «Через две зимы» (Юрий Богатиков стал вторым участником, сорвавшим в зале овацию с криками «браво!» с песней, ставшей впоследствии символичной для Советской Армии[2])
- Голубой вагон (написана в 1974, современные родители и даже родители родителей любят эту песню из своего детства, а их детей и внуков она трогает простым понятным рассказом о дороге и приключении[12][13][14]

## Финалисты
В финальном концерте прозвучали следующие песни-лауреаты:
| №  | Название                                                                                              | Автор музыки           | Автор текста                                           | Исполнитель                                                                                    | Примечание |
| -- | --- | ---------------------- | ------------------------------------------------------ | ---------------------------------------------------------------------------------------------- | --- |
| 1  | Признание в любви                                                                                     | Серафим Туликов        | Михаил Танич                                           | Виктор Вуячич                                                                                  | в сопровождении ансамбля советской песни ЦТ и ВР п/у В.Краснощёкова                                               |
| 2  | Не остуди свое сердце, сынок                                                                          | Владимир Мигуля        | Владимир Лазарев                                       | Юрий Богатиков                                                                                 | в сопровождении ансамбля советской песни ЦТ и ВР п/у В.Краснощёкова                                               |
| 3  | Обещания (из к/ф Юркины рассветы)                                                                     | Марк Фрадкин           | Роберт Рождественский                                  | Миро Унгар и Людмила Сенчина (лауреат конкурса артистов эстрады)                               | |
| 4  | Дударики                                                                                              | Игорь Лученок          | Анатолий Гречанников                                   | Мария Пахоменко                                                                                | |
| 5  | А Русь остаётся                                                                                       | Валентин Левашов       | Виктор Крутецкий                                       | Виктор Вуячич                                                                                  | |
| 6  | Солнечный дождь                                                                                       | Алексей Экимян         | Юрий Рыбчинский                                        | Анатолий Мокренко                                                                              | в сопровождении ансамбля советской песни ЦТ и ВР п/у В.Краснощёкова                                               |
| 7  | Прозрение                                                                                             | Оскар Фельцман         | Максим Геттуев, ( перевод с балкарского Якова Серпина) | Эдита Пьеха                                                                                    | в сопровождении Ленинградского ансамбля п/р Григория Клеймица                                                     |
| 8  | Белоруссия                                                                                            | Александра Пахмутова   | Николай Добронравов                                    | ВИА «Песняры» , х/р Владимир Мулявин, солист Леонид Борткевич                                  | |
| 9  | Вологда                                                                                               | Борис Мокроусов        | Михаил Матусовский                                     | ВИА «Песняры», солист Анатолий Кашепаров                                                       | |
| 10 | Голубой вагон (из советского мультфильма о приключениях Чебурашки и крокодила Гены (серия «Шапокляк») | Владимир Шаинский      | Эдуард Успенский                                       | Большой детской хор ЦТ и ВР, х/р Виктор Попов, солист - Дима Голов -                           | |
| 11 | Через две зимы                                                                                        | Владимир Шаинский      | Михаил Пляцковский                                     | Юрий Богатиков                                                                                 | в сопровождении ансамбля песни и пляски Внутренних войск МВД СССР, х/р Рафаил Вершинин, хормейстер Виктор Елисеев |
| 12 | Шумят хлеба                                                                                           | Александра Пахмутова   | Сергей Гребенников                                     | Геннадий Белов, артист Москонцерта                                                             | в сопровождении ансамбля песни и пляски Внутренних войск МВД СССР                                                 |
| 13 | Матросские ночи                                                                                       | Василий Соловьёв-Седой | Соломон Фогельсон                                      | Мария Пахоменко                                                                                | |
| 14 | Память (из т/ф «Ольга Сергеевна»                                                                      | Микаэл Таривердиев     | Давид Самойлов                                         | Иосиф Кобзон                                                                                   | |
| 15 | Тёмная ночь (1943) (песня из к/ф Два бойца)                                                           | Никита Богословский    | Владимир Агатов                                        | Анатолий Мокренко и София Ротару                                                               | |
| 16 | День победы                                                                                           | Давид Тухманов         | Владимир Харитонов                                     | Лев Лещенко                                                                                    | |
| 19 | Песня остаёся с человеком                                                                             | Аркадий Островский     | Сергей Островой                                        | Эдита Пьеха и Иосиф Кобзон                                                                     | |
| 20 | Мать-земля моя                                                                                        | Вадим Гамалия          | Александра Тесарова                                    | Людмила Зыкина                                                                                 | |
| 21 | Зов синевы                                                                                            | Андрей Петров          | Татьяна Калинина                                       | Людмила Сенчина                                                                                | |
| 22 | Гимн любви                                                                                            | Георгий Цабадзе        | Борис Пургалин                                         | Нани Брегвадзе, нар.арт. Груз.ССР и ансамбль «Орэра» х/р Вахтанг Кикабидзе (засл.арт.Груз.ССР) | запись не сохранилась                                                                                             |
| 23 | Верни мне музыку                                                                                      | Арно Бабаджанян        | Андрей Вознесенский                                    | София Ротару                                                                                   | —"— |
| 24 | Пора любви (Не плачь ты осень безутешно…)                                                             | Станислав Пожлаков     | Глеб Горбовский                                        | Эдуард Хиль                                                                                    | —"— |
| 25 | Очень хорошо                                                                                          | Алексей Мажуков        | Давид Усманов                                          | Алла Пугачёва                                                                                  | —"— |
| 26 | Аленушка                                                                                              | Евгений Мартынов       | Андрей Дементьев                                       | Миро Унгар (Югославия) и Евгений Мартынов                                                      | —"— |
| 27 | Соловьиная роща                                                                                       | Давид Тухманов         | Анатолий Поперечный                                    | Лев Лещенко                                                                                    | —"— |

## Не попали на финальный концерт
На финальный концерт не попали такие хиты, как:
- «Из вагантов» (исполнитель Игорь Иванов)[10] — целое поколение будет крутить этот хит на каждом школьном вечере, а на выпускном петь хором[15]
- Мне нравится, что вы больны не мною (на стихи Цветаевой),  Всё могут короли, «Волшебник-недоучка», «Куда уходит детство» (исполнительница Алла Пугачёва)[10][11]
- Марионетки (автор Андрей Макаревич, исполнитель Машина Времени)[10]
- Как молоды мы были (исполнитель Александр Градский)[11]
- «Идёт солдат по городу», «Ты мне не снишься» и другие[10][11]